# ZooParc de Beauval
ZooParc de Beauval je soukromá zoologická zahrada nacházející se u městečka Saint-Aignan, asi 60 km východně od Tours a asi 220 km JJZ od Paříže. S asi 900 000 návštěvníky ročně je to jedna z nejnavštěvovanějších francouzských zoologických zahrad. Byla založena v roce 1980 původně jako ornitologický park s více než 2000 ptáky, postupně však přibývaly další druhy. V roce 2017 měla na rozloze 35 ha 4 skleníky a asi 3 000 druhů. Mezi nejvýznamnější druhy zoo patří např. panda velká, koala medvídkovitý, tygr indický bílý, lev bílý, kapustňák, okapi, lachtani, slon africký, žirafa Rothschildova a další druhy afrických kopytníků nebo hroši obojživelní. Zoologická zahrada byla v roce 2015 cestovatelským serverem TripAdvisor vyhodnocena jako 10. nejlepší zoo na světě.